# Roberto Medina
Roberto Gerardo Medina Arellano (Città del Messico, 18 aprile 1968) è un allenatore di calcio ed ex calciatore messicano, di ruolo centrocampista.

## Carriera

### Club
Ha trascorso l'intera carriera nel campionato messicano.

### Nazionale
Ha vinto la CONCACAF Gold Cup nel 1998.

## Palmarès

### Giocatore

#### Competizioni nazionali
- Campionato messicano: 1

Pumas UNAM: 1991

#### Competizioni internazionali
- CONCACAF Champions' Cup: 1

Pumas UNAM: 1989